# Захер (отель)
«За́хер» (нем. Hotel Sacher) — отель в центре Вены за зданием Венской государственной оперы. Основан в 1876 году венским кондитером Эдуардом Захером, а после его смерти до 1929 года отелем управляла его супруга Анна Захер. Гостиница славится своей кондитерской, где был создан торт «Захер».

## История
В 1876 году гастроном Эдуард Захер приобрел здание в стиле ренессанс расположенное за Государственной оперой, и открыл в нём гостиницу Hotel de l’Opera с рестораном. Будучи сыном известного изобретателя торта Захер, Франца Захера, Эдуард быстро приобрел популярность и известность как гастроном. В результате чего гостиница была переименована в Захер.

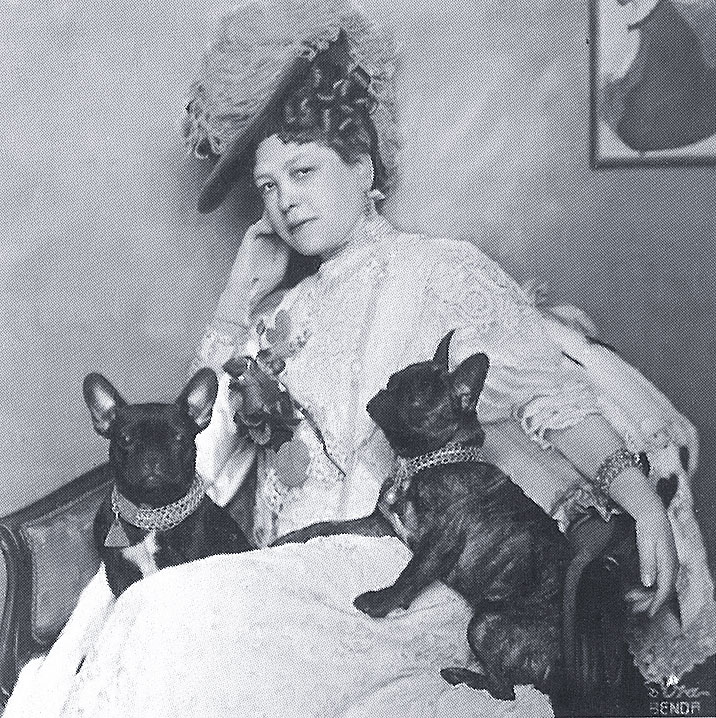
Анна Захер, 1908

В 1880 году Эдуард женился на Анне Марии Фукс, двадцатиоднолетней дочери венского мясника. Анна стала помогать мужу в бизнесе, а после сильного ухудшения здоровья Эдуарда полностью взяла на себя управление гостиницей. В 1892 году Эдуард Захер скончался, и его вдова продолжила бизнес. Меню и письма она продолжала подписывать именем своего умершего мужа. Для того времени Анна Захер была чрезвычайно эмансипированной женщиной. Она появлялась с сигарой и своим любимцем французским бульдогом, которого венцы прозвали бульдог Захер. Анна Захер ввела социальное страхование для своих служащих, стала преподносить им на рождество подарки и оплачивать пребывание на курортах.
С самого своего основания отель Захер считался одним из лучших мест Вены, а в 1871 году был причислен к поставщикам двора императора Австро-Венгрии. После смерти Эдуарда Захера его вдове также была повторно дарована эта привилегия. В это же время сложилась традиция ужина в ресторане Захер перед посещением Оперы. Отель Захер стал социальным институтом.

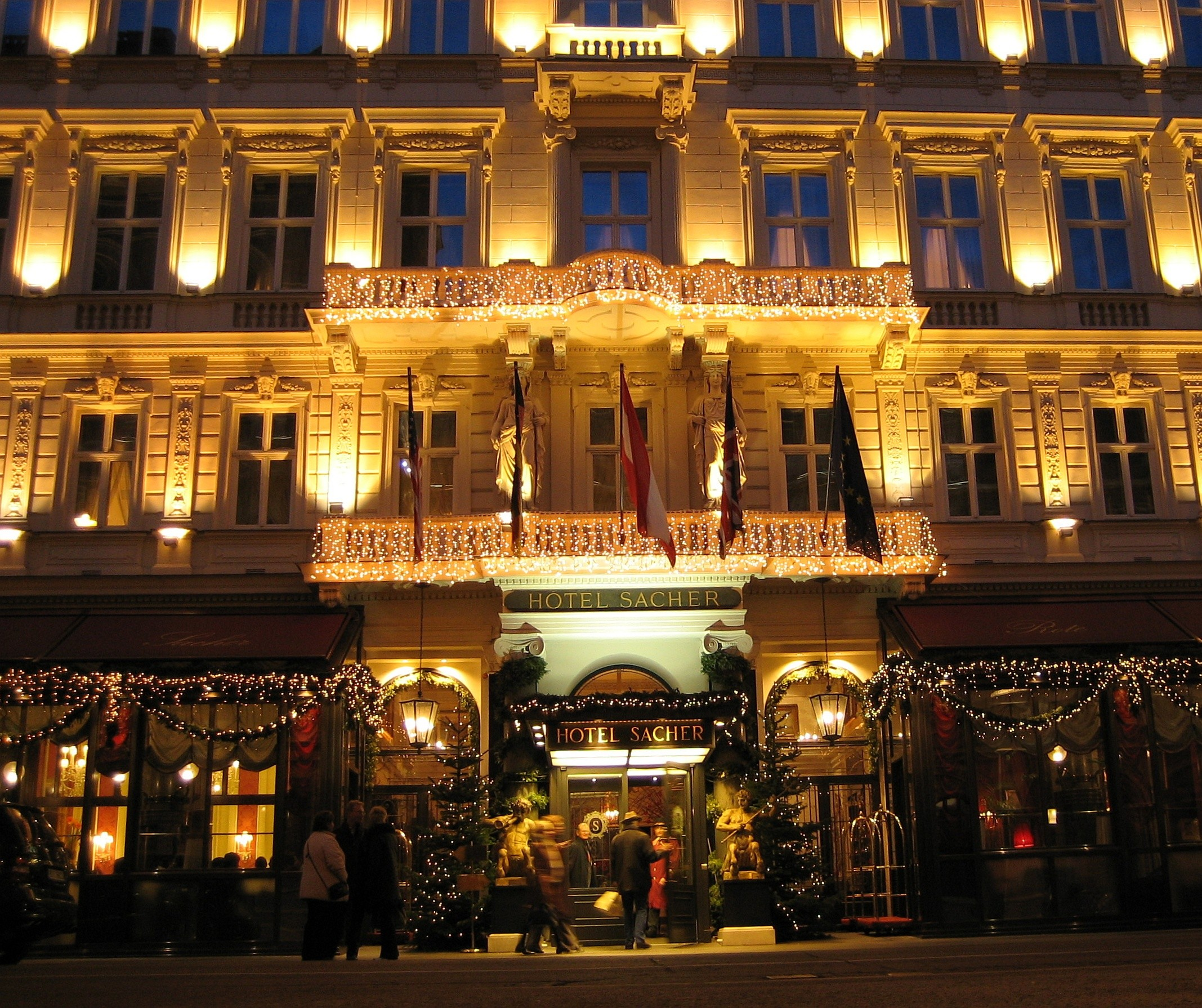
Центральный вход в отель «Захер» вечером

В кабинках ресторана часто встречались политики, высокопоставленные послы и представители стран Европы. Скоро ресторан отеля стал местом, где решились судьбы народов Европы. В 1907 году в одной из кабинок состоялись переговоры между премьер-министром Венгрии Кальманом Селлем и Эрнестом фон Кёрбером, в результате которых была принята новая программа взаимоотношений Австрии и Венгрии.

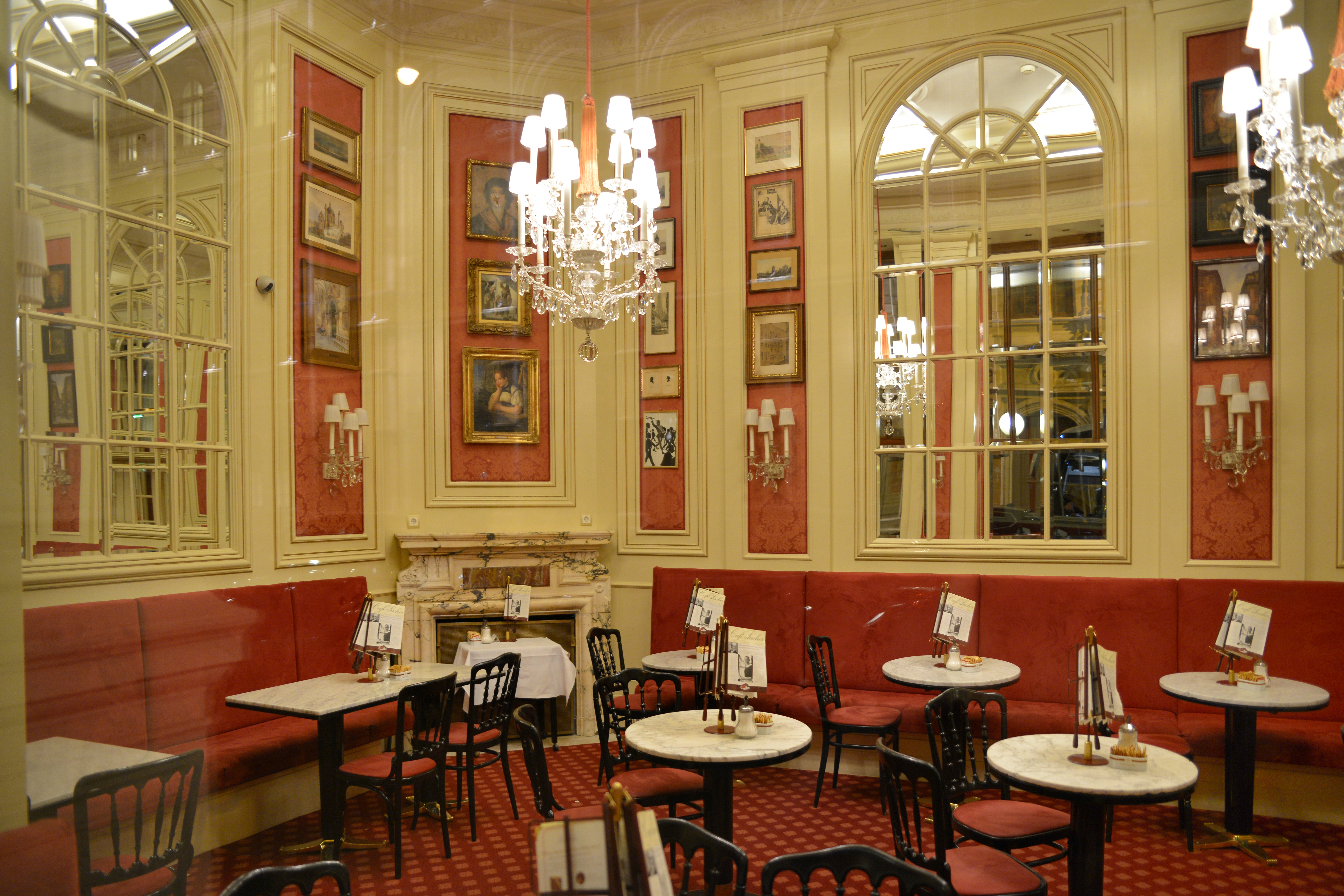
Кафе в отеле

Анна Захер одна из первых в Вене обзавелась холодильником, а также распорядилась построить зимний сад, чтобы высокие гости даже зимой могли отведать свежих фруктов. Несмотря на популярность отелю не удалось избежать экономических проблем после Первой мировой войны.
Незадолго до смерти в 1930 году Анна отошла от дел. Только после её смерти стало известно, что гостиница погрязла в долгах, а активов осталось не так уж и много. В 1934 году гостиница Захер была официально объявлена банкротом.
Адвокат Ганс Гюртлер с женой Польди и отельеры Йозеф и Анна Зиллер приобрели заброшенный дом и реконструировали его на современном уровне, проведя системы отопления, электрики, горячую и холодную воду во все номера. Впервые торт «Захер» стали продавать не только в стенах гостиницы, но и на улице. Вскоре гостиница вновь стала излюбленным местом встречи жителей Вены. В отеле Захер прошел банкет по случаю венчания принцессы Ирмы Виндишгрецской и князя Франца Вайкерсхаймского. Европейская аристократия во время посещения Вены останавливалась в гостинице «Захер», что сделало её снова местом встречи аристократии, искусства и политики. Даже король Великобритании Эдуард VIII был гостем гостиницы «Захер».
Аннексия Германией Австрии в 1938 году положила этому конец. За время Второй мировой войны здание гостиницы практически не пострадало. После освобождения Вены центр города заняли советские войска, позже эта часть города перешла в руки британцев.
В 1951 году Гюртлеры и Зиллеры получили своё имущество обратно. К этому времени Йозеф уже умер. Гостиница снова нуждалась в капитальном ремонте. В 1962 году умерла Анна Зиллер, и гостиница перешла в полное владение семье Гюртлер. В 1967 году гостиница получила государственную награду и право коммерчески использовать государственный герб. В 1970 году управление гостинице перенял Рольф Гюртлер, который вскоре скончался в результате несчастного случая, а гостиница перешла его сыну Петеру. Петер Гюртлер купил в 1989 году гостиницу «Австрийский двор» в Зальцбурге и переименовал её в Hotel Sacher Salzburg (англ.). После его смерти в 1990 году управление семейным бизнесом перешло в руки его первой жены Елизаветы Гюртлер-Маутнер, а после неё их дочери Александре.